# Anne Berge
Anne Ragna Berge (* 31. Januar 1966 in Sandvika, Bærum) ist eine ehemalige norwegische Skirennläuferin. Sie nahm an den Olympischen Winterspielen 1992 in Albertville teil und erreichte einen Podestplatz im Weltcup. Die dreifache norwegische Meisterin startete in allen Disziplinen, wobei ihre Stärken in Riesenslalom und Slalom lagen.

## Biografie
Die aus dem ostnorwegischen Bærum stammende Anne Berge nahm 1982 an den ersten Juniorenweltmeisterschaften im französischen Auron teil und belegte als bestes Ergebnis einen sechsten Rang in der Kombination. 1983 wurde sie erstmals norwegische Staatsmeisterin im Riesenslalom. 1989 gewann sie einen weiteren nationalen Titel in der Kombination.
Am 22. Dezember 1990 gelang ihr mit Rang zehn im Slalom von Morzine ihr erster Punktegewinn und zugleich die erste Top-10-Platzierung im Weltcup. Dieses Ergebnis konnte sie zwei Wochen später in Bad Kleinkirchheim wiederholen und qualifizierte sich damit für die Weltmeisterschaften 1991 in Saalbach-Hinterglemm. Dort belegte sie im Slalom den elften Platz. In der folgenden Saison konnte sie auch im Riesenslalom erste Weltcup-Punkte sammeln und schaffte es in Crans-Montana einmal unter die besten zehn. Bei den Olympischen Spielen in Méribel startete sie in vier Disziplinen. In der Kombination verbesserte sie sich nach Abfahrtsrang 21 mit der besten Slalomlaufzeit noch auf Gesamtrang fünf. Den Spezialslalom beendete sie auf dem achten Platz. Ihre erfolgreichste Weltcup-Saison bestritt Berge 1992/93. Sie klassierte sich insgesamt elfmal in den Punkterängen, erstmals auch in der Abfahrt, und verpasste als Vierte im Riesenslalom von Hafjell ihren ersten Podestplatz nur um eine Hundertstelsekunde. In der Disziplinenwertung belegte sie Rang zehn. Bei den Weltmeisterschaften 1993 in Morioka blieb ein neunter Slalomrang ihr bestes Resultat.
In der Saison 1993/94 geriet sie in Konflikt mit dem Norwegischen Olympischen Komitee. Nachdem die Saison mit einem siebenten Rang in Sölden gut begonnen hatte, musste sie im Dezember grippegeschwächt auf einige Rennen verzichten. Ihr zweitbestes Ergebnis blieb ein 13. Rang, womit sie die Qualifikationskriterien des norwegischen Verbandes für die Olympischen Spiele in Lillehammer nicht erfüllte. Durch die Nichtnominierung fühlte sich Berge dennoch ungerecht behandelt und drohte dem nationalen Komitee mit rechtlichen Schritten. Am 19. März gelang ihr im Riesenslalom von Vail eine sportliche Antwort und sie erreichte mit dem dritten Rang hinter Martina Ertl und Vreni Schneider ihren ersten und einzigen Weltcup-Podestplatz. Am Saisonende wurde sie zum zweiten Mal Staatsmeisterin im Riesenslalom.
In den folgenden Winter startete Berge mit drei Platzierungen in den Punkterängen, schaffte es aber zwischen Mitte Dezember 1994 und Februar 1995 kein einziges Mal, sich für einen zweiten Durchgang zu qualifizieren. Am 18. Februar gewann sie als 30. in Åre ihren letzten Punkt, eine Woche später bestritt sie in Maribor ihr letztes Weltcup-Rennen.

## Erfolge

### Olympische Spiele
- Albertville 1992: 5. Kombination, 8. Slalom, 21. Super-G, 21. Riesenslalom

### Weltmeisterschaften
- Saalbach-Hinterglemm 1991: 11. Slalom
- Morioka 1993: 9. Slalom, 19. Riesenslalom, 27. Super-G

### Weltcup
- 7 Platzierungen unter den besten zehn, davon 1 Podestplatz

### Weltcupwertungen
| Saison  | Gesamt | Gesamt | Abfahrt | Abfahrt | Super-G | Super-G | Riesenslalom | Riesenslalom | Slalom | Slalom |
| Saison  | Platz  | Punkte | Platz   | Punkte  | Platz   | Punkte  | Platz        | Punkte       | Platz  | Punkte |
| ------- | ------ | ------ | ------- | ------- | ------- | ------- | ------------ | ------------ | ------ | ------ |
| 1990/91 | 54.    | 14     | –       | –       | –       | –       | –            | –            | 18.    | 14     |
| 1991/92 | 56.    | 115    | –       | –       | –       | –       | 28.          | 47           | 25.    | 68     |
| 1992/93 | 36.    | 211    | 57.     | 2       | –       | –       | 10.          | 162          | 30.    | 47     |
| 1993/94 | 49.    | 153    | –       | –       | 50.     | 10      | 19.          | 117          | 45.    | 26     |
| 1994/95 | 84.    | 35     | –       | –       | –       | –       | 36.          | 23           | 46.    | 12     |

### Juniorenweltmeisterschaften
- Auron 1982: 6. Kombination, 15. Riesenslalom, 20. Abfahrt, 20. Slalom
- Sestriere 1983: 12. Riesenslalom, 17. Slalom, 19. Abfahrt

### Weitere Erfolge
- 3 norwegische Meistertitel (Riesenslalom 1983 und 1994, Kombination 1989)
- 1 Sieg in einem FIS-Rennen